# Wilhelm Sandmann (Mediziner)
Wilhelm Sandmann (* 22. Oktober 1942 in Lemgo) ist ein deutscher Gefäßchirurg und Universitätsprofessor. Während seiner Zeit als Direktor der Klinik für Gefäßchirurgie und Nierentransplantation an der Heinrich-Heine-Universität Düsseldorf behandelte Sandmann das gesamte Spektrum arterieller und venöser Erkrankungen in allen Altersbereichen von der Schädelbasis bis zum Vorfuß einschließlich thorakaler Erkrankungen der Aorta und der Hohlvenen und entwickelte Monitoring und temporäre Bypassmethoden zum Schutz vor Gewebe- und Organschäden wegen Ischämie. Er konzentrierte sich auf die Risikoreduktion der offenen Gefäßchirurgie und arbeitet vor allem an der Erkennung und Behandlung seltener und komplexer Gefäßerkrankungen, die im Kindes-, Jugend- und frühen Erwachsenenalter auftreten, wozu auch abdominelle und retroperitoneale Kompressionssyndrome gehören.

## Leben

### Herkunft und Ausbildung
Wilhelm Sandmann wurde als Sohn des Arztes Heinrich Sandmann und dessen Frau Antoinette, geb. della Valle, in Lemgo (Kreis Lippe) geboren und wuchs in Wattenscheid auf, wo sein Vater seit 1949 als Chefarzt am Marien-Hospital arbeitete. Nach dem Abitur am mathematisch-naturwissenschaftlichen Gymnasium in Wattenscheid 1962 und einem halben Jahr bei der Bundeswehr studierte Sandmann von 1962 bis 1968 Humanmedizin an der Westfälischen Wilhelms-Universität Münster und an der Christian-Albrechts-Universität Kiel. Anschließend arbeitete er als Medizinalassistent und Assistent zweieinhalb Jahre an den Städtischen Krankenanstalten in Itzehoe in der Abteilung für Chirurgie und Angiologie bei K.E. Loose. Zum 1. Januar 1970 erhielt er die Approbation als Arzt. Seine Weiterbildung zum Facharzt für Chirurgie setzte er von 1971 bis 1975 an der Heinrich-Heine-Universität Düsseldorf bei Karl Kremer, Stjepan Kovacicek und Wolfgang Bircks fort. Mit einem Forschungsstipendium des Landes Nordrhein-Westfalen ging Sandmann 1974/75 an das Centre d’Études des Techniques Chirurgicales am Hôpital Broussais nach Paris. 1975 wurde er in Düsseldorf mit einer von Kremer und Kovacicek begutachteten Studie über Die Bedeutung der elektromagnetischen Flussmessung für die rekonstruktive Chirurgie der peripheren Arterien promoviert und erwarb die Befähigung für das Teilgebiet 'Gefäßchirurgie'. 1977 habilitierte er sich mit einer Untersuchung der Blutströmung an der Gefäßwand und der Turbulenz in der Aorta des Hundes im Hinblick auf die Frage, ob Arteriosklerose durch krankhafte Strömungsgeschwindigkeit („acute yield stress“) entstehen kann. 1980 erhielt Sandmann ein Stipendium der Deutschen Gesellschaft für Chirurgie für einen Aufenthalt an amerikanischen Zentren für Gefäßchirurgie. Im Rahmen eigener Vortragsaufenthalte in den USA, Japan, Australien, Frankreich und Belgien bildete er sich gleichzeitig im kollegialen Austausch im Gebiet der Gefäßchirurgie weiter.

### Karriere
Sandmann wurde 1976 Oberarzt bei K.Kremer, übernahm 1979 die Leitung der Sektion Gefäßchirurgie an der chirurgischen Klinik der Univ. Düsseldorf, wurde 1981 zum außerplanmäßigen Professor und im gleichen Jahr zum Lebenszeitprofessor ernannt. Ab 1979 leitete der Mediziner die Sektion Gefäßchirurgie und Nierentransplantation welche in die von ihm gegründete Klinik für Gefäßchirurgie und Nierentransplantation umbenannt wurde und als deren Direktor er von 1984 bis zu seiner Emeritierung im September 2009 arbeitete. Zusammen mit B. Grabensee leitete er als Co-Direktor das Transplantationszentrum. Er war Mitbegründer der Deutschen Gesellschaft für Gefäßchirurgie (1984), gehörte dem ersten Vorstand an und wurde 1993 und 1994 deren Präsident. In dieser Funktion gelang es ihm, die komplette Abspaltung der Teilgebiete Herzchirurgie und Thoraxchirurgie zu verhindern und unter dem Dach der Deutschen Gesellschaft für Chirurgie zusammenzuhalten (München 1993). Er ist Mitbegründer der „European Society of Vascular Surgery“ (London 1987) und arbeitete fünf Jahre im Vorstand. 1994 wurde er auf den Lehrstuhl Gefäßchirurgie an der Universität Düsseldorf berufen. Einen zuvor erhaltenen Ruf an die Universität Wien, verbunden mit der Leitung der Klinik für Gefäßchirurgie, lehnte Sandmann ab. Von 2011 bis 2016 wirkte Sandmann als Honorararzt am Westdeutschen Herzzentrum Essen, wo er die offene Behandlung thoraco-abdominaler Aortenerkrankungen ohne und mit Herz-Lungen-Maschine lehrte.

### Berufliche Tätigkeit nach der Emeritierung
Unmittelbar nach der Emeritierung baute Sandmann als Chefarzt die Kliniken für Gefäßchirurgie am St. Bernhard-Hospital in Kamp-Lintfort (2009–2012), am Ev. Klinikum Niederrhein Duisburg (2012–2016) sowie am Ev. Krankenhaus Mettmann (2017–2019) auf. Ziele und Leitgedanke waren, an mittelgroßen Krankenhäusern Gefäßchirurgie zu ermöglichen und den Universitäten mehr Raum und Zeit für Forschung einzuräumen. Seit 2020 arbeitet Sandmann zusammen mit dem Neurochirurgen A. Schmitz (CEO) und dem Orthopäden Chefarzt Dr. Hüseyin Senyurt im Pradus Medical Center Düsseldorf und ist neben seiner operativen Tätigkeit im Rahmen klinischer Forschung mit dem Aufbau eines Zentrums zur Erkennung und Behandlung von Kompressionssyndromen an den Baucharterien, am Zwölffingerdarm (Duodenum) und den großen Venen der Nieren und des Beckens, vor allem im Zusammenhang mit Hypermobilitätssyndromen vom Typ des Ehlers-Danlos-Syndroms (Typ III), an der Clinic Bel Etage in Düsseldorf beschäftigt. Sandmann ist Mitglied des Qualitätszirkels 'Ehlers-Danlos' der Universität zu Köln in Verbindung mit der Medizinischen Hochschule Hannover, sowie im Beirat der Bundesinitiative 'Ehlers-Danlos'.

### Gesellschaftspolitisches Engagement
Wegen des demografischen Wandels befürwortete Sandmann eigene Fachabteilungen für Gefäßchirurgie an Kliniken außerhalb der Universitäten. Zudem warnte Sandmann davor, dass große Krankenhausketten den wirtschaftlichen Profit über das Wohl des Patienten stellten. In Duisburg initiierte Sandmann die Veranstaltungsreihe „Rathausgespräche“ gemeinsam mit dem Theaterregisseur Holk Freytag und dem früheren Direktor des Clauberg-Gymnasiums, Dr. phil. Dierk Freytag. Die Veranstaltungsreihe wird seit 2013 mit der Volkshochschule durchgeführt. Experten diskutieren gesellschaftspolitische Fragen wie beispielsweise „Aktive Sterbehilfe – Recht auf Selbstbestimmung oder erzwungener Freitod?“ Sandmann trat ferner seit 2014 als Laienschauspieler bei den Festspielen Bad Hersfeld auf (in „Maria Stuart“ und „Der zerbrochene Krug“).

### Kontroverse
In einem Artikel des Magazins Der Spiegel Ende 2019 wurde Sandmann vorgeworfen, bei einer Patientin mit Kompressionssyndrom ohne ausreichende medizinische Indikation operiert zu haben. Der Vorwurf wurde vom Geschäftsführer des Evangelischen Krankenhaus Mettmann, Bernd Huckels, in einem Artikel der Rheinischen Post zurückgewiesen. Sandmann ist seit Ende 2019 nicht mehr am EVK Mettmann tätig.
In einem weiteren Artikel des Magazins Der Spiegel vom 29. November 2024 wird von zwei (noch laufenden) Anklagen der Staatsanwaltschaft Wuppertal aus 2022 berichtet. Sandmann wird fahrlässige Körperverletzung und fahrlässige Tötung vorgeworfen. Zahlreiche internationale Mediziner werden vom Spiegel zitiert, die die Operationen von Sandmann äußerst kritisch betrachten.

### Fachautor
Im Laufe seiner Tätigkeit hat Sandmann über 230 Artikel in Fachzeitschriften (mit-)verfasst und ist mehrfacher (Mit)-Autor in Fachbüchern sowie mehrfacher Mitherausgeber. Sein Bemühen war es, die Gefäßchirurgie als Teilgebiet der modernen Medizin im Kontext mit allen anderen Fächern darzustellen, was auch in den Publikationen des jährlichen Symposiums an der Heinrich-Heine-Universität Düsseldorf „VASYNKON“ (1999–2009) zum Ausdruck kam. Sandmann war von 1994 bis 1999 Chairman des Editorial Board des „European Journal for Endovascular and Vascular Surgery“ und bis 2000 Co-Editor und Gründungs-Co-Editor der Zeitschrift „Herz-, Thorax- und Gefäßchirurgie“. Außerdem war er Mitglied des Editorial Board der Zeitschrift „Gefäßchirurgie“.

## Ehrenmitgliedschaften
- 2015: Deutsche Gesellschaft für Gefäßchirurgie
- 2015: Italienische Gesellschaft für Gefäßchirurgie
- Member of the European Venous Forum (Honorary seit 2005)
- Member of the American Society for Vascular Surgery (Honorary seit 2012)
- Member Royal Australasian Society for Vascular Surgery

## Korrespondierende Mitgliedschaft
- Österreichische Gesellschaft für Gefäßchirurgie
- Schweizerische Gesellschaft für Angiologie und Gefäßchirurgie

## Auszeichnungen
- 2012: Ehrendoktorwürde der Universität Athen
- MERCATOR Ehrennadel der Stadt Duisburg 2018

## Schriften (Auswahl)
- Die Bedeutung der elektromagnetischen Flußmessung für die rekonstruktive Chirurgie der peripheren Arterien. (Düsseldorf, Univ., Diss., 1975).
- Untersuchung der Blutströmung an der Gefäßwand und der Turbulenz in der Aorta des Hundes. (Düsseldorf, Univ., Habil.-Schr., 1977).
- A. Gerhardt, R. E. Scharf, M. W. Beckmann, B. S. Struve, H. G. Bender, M. Pillny, W. Sandmann, R. B. Zotz: Prothrombin and Factor V Mutations in Women with a history of Thrombosis during pregnancy and the Puerperium. In: N Engl J Med. Band 342, 10. Februar 2000, S. 374–380.
- S. Pourhassan, W. Sandmann (Hrsg.): Gefässerkrankungen im Kindes- und Jugendalter. Springer, Berlin/ Heidelberg/ New York 2009.
- W. Sandmann, T. Scholbach, K. Verginis: Surgical treatment of abdominal compression syndromes: The significance of hypermobility-related disorders. In: American Journal of Medical Genetics Part C: Seminars in Medical Genetics. Band 187, Nr. 4, Dez 2021, S. 570–578.
- W. Sandmann: Aneurysmen; Operative Strategie am Venensystem; Spezielle Erkrankungen und Behandlungsmethoden des Venensystems. In: K. Kremer, W. Platzer, H. W. Schreiber, S. Weller (Hrsg.): Chirurgische Operationslehre. Teil: 1. Hals, Gefässe. Georg Thieme Verlag, Stuttgart/ New York  1989, ISBN 3-13-695101-8.
- D. Grotemeyer, M. Duran, F. Iskander, D. Blondin, Nguyen K., Sandmann W.: Median arcuate ligament syndrome: Vascular surgical therapy and follow up of 18 patients. In: Langenbecks Arch. Surg. Band 394, 2009, S. 1085–1092.
- W. Sandmann, S. Pourhassan, M. Schröder: WILKIE Syndrom: Chronisches Erbrechen und „hoher Ileus“ durch duodenale Kompression zwischen Aorta und A. mesenterica superior. In: Der Gastroenterologe. 2012, S. 507–512.